# Persone di nome Celso
| Questa pagina contiene informazioni ricavate automaticamente dalle voci biografiche con l'ausilio del template Bio e di un bot. L'aggiornamento è periodico e automatico e ricostruisce completamente la pagina. Se manca una persona in questa lista, sei pregato di non aggiungerla, ma accertati piuttosto che la sua voce biografica contenga il template Bio e che i dati anagrafici siano correttamente compilati. Se il template Bio manca, inseriscilo tu stesso o, in alternativa, metti l'avviso {{tmp\|Bio}} che ne segnala la mancanza. Se i dati riportati sono sbagliati, correggi direttamente la voce biografica; le modifiche saranno visibili in questa lista entro pochi giorni. Per chiarimenti vedi il progetto antroponimi. La lista contiene solo le 52 persone che sono citate nell'enciclopedia e per le quali è stato implementato correttamente il template Bio. Pagina aggiornata al 6 ago 2025. |

Questa è una lista di persone presenti nell'enciclopedia che hanno il nome Celso, suddivise per attività principale.

## Abati(1)
- Celso Amerighi, abate italiano (Siena, n. 1569 - Lecce, † 1637)

## Allenatori di calcio(2)
- Celso Ayala, allenatore di calcio e ex calciatore paraguaiano (Asunción, n. 1970)
- Celso Roth, allenatore di calcio brasiliano (Caxias do Sul, n. 1957)

## Arcivescovi cattolici(2)
- Celso di Armagh, arcivescovo cattolico irlandese (n. 1080 - Ardpatrick, † 1129)
- Celso Morga Iruzubieta, arcivescovo cattolico spagnolo (Huércanos, n. 1948)

## Calciatori(13)
- Celso Battaia, calciatore italiano (Milano, n. 1920 - Crema, † 2007)
- Celso Borges, calciatore costaricano (San José, n. 1988)
- Celso Gavião, ex calciatore brasiliano (Santos, n. 1956)
- Celso Esquivel, calciatore paraguaiano (General Artigas, n. 1981)
- Celso Guerrero, ex calciatore paraguaiano (n. 1972)
- Celso Guity, calciatore honduregno (n. 1955 - Miami, † 2021)
- Celso Halilo de Abdul, calciatore mozambicano (Xai-Xai, n. 1984)
- Celso Mendieta, ex calciatore paraguaiano (Asunción, n. 1949)
- Celso Ortiz, calciatore paraguaiano (Asunción, n. 1989)
- Celso Otero, ex calciatore uruguaiano (Montevideo, n. 1959)
- Celso Posio, calciatore italiano (Ostiano, n. 1931 - Cremona, † 2016)
- Celso Raposo, calciatore portoghese (Barreiro, n. 1996)
- Celso de Matos, ex calciatore brasiliano (Rio de Janeiro, n. 1947)

## Cantanti(1)
- Celso Fonseca, cantante, compositore e chitarrista brasiliano (Rio de Janeiro, n. 1956)

## Cardinali(1)
- Celso Costantini, cardinale e arcivescovo cattolico italiano (Zoppola, n. 1876 - Roma, † 1958)

## Cestisti(2)
- Celso dos Santos Meyer, cestista, militare e scrittore brasiliano (Rio de Janeiro, n. 1918)
- Celso Luiz Scarpini, cestista brasiliano (Porto Alegre, n. 1944 - Porto Alegre, † 2022)

## Compositori(2)
- Celso Garrido Lecca, compositore peruviano (Piura, n. 1926)
- Celso Valli, compositore, arrangiatore e produttore discografico italiano (Bologna, n. 1950 - Bologna, † 2025)

## Fantini(1)
- Celso Cianchi, fantino italiano (Sovicille, n. 1859 - Siena, † 1937)

## Filosofi(1)
- Celso, filosofo greco antico

## Generali(1)
- Celso Ranieri, generale e aviatore italiano (Perugia, n. 1900 - Ponte Felcino, † 1966)

## Giornalisti(1)
- Celso Freitas, giornalista e conduttore televisivo brasiliano (Criciúma, n. 1953)

## Giuristi(1)
- Celso Marzucchi, giurista e politico italiano (Siena, n. 1800 - Firenze, † 1877)

## Grammatici(1)
- Celso Cittadini, grammatico e filologo italiano (Roma, n. 1553 - Siena, † 1627)

## Letterati(1)
- Celso Maffei, letterato e religioso italiano (Verona, n. 1425 - Verona, † 1508)

## Medici(2)
- Celso Pellizzari, medico italiano (Firenze, n. 1851 - Firenze, † 1925)
- Celso Ulpiani, medico, chimico e agronomo italiano (Acquaviva Picena, n. 1867 - Acquaviva Picena, † 1919)

## Militari(1)
- Celso Maria Poncini, militare e drammaturgo italiano (n. 1899 - † 1948)

## Musicisti(1)
- Celso Machado, musicista, chitarrista e percussionista brasiliano (Ribeirão Preto, n. 1953)

## Nobili(1)
- Celso Tolomei, nobile italiano (Siena, n. 1572 - Siena, † 1634)

## Partigiani(2)
- Celso Miglietti, partigiano italiano (Germagnano, n. 1923 - Col d'Arnas, † 1944)
- Celso Strocchi, partigiano italiano (Ravenna, n. 1913 - Ravenna, † 1943)

## Patrioti(1)
- Celso Ceretti, patriota e anarchico italiano (Mirandola, n. 1844 - Ferrara, † 1909)

## Poeti(1)
- Celso Emilio Ferreiro, poeta spagnolo (Celanova, n. 1914 - Vigo, † 1979)

## Politici(6)
- Celso Albinovano, politico e poeta romano
- Celso Calvetti, politico italiano (Ravenna, n. 1890 - † 1986)
- Celso, politico e retore romano (Antiochia di Siria)
- Celso Cicognani, politico italiano (Ravenna, n. 1901 - Ravenna, † 1973)
- Celso Cesare Moreno, politico italiano (Dogliani, n. 1830 - Washington, † 1901)
- Celso Torrelio Villa, politico e militare boliviano (Padilla, n. 1933 - La Paz, † 1999)

## Religiosi(1)
- Celso Adorno, religioso italiano (Genova, n. 1567 - Asti, † 1604)

## Scacchisti(1)
- Celso Golmayo Zúpide, scacchista cubano (Logroño, n. 1820 - L'Avana, † 1898)

## Scrittori(1)
- Celso Macor, scrittore, poeta e saggista italiano (Versa, n. 1925 - Gorizia, † 1998)

## Tenori(1)
- Celso Albelo, tenore spagnolo (Santa Cruz de Tenerife, n. 1976)

## Umanisti(2)
- Celso Martinengo, umanista e teologo italiano (Brescia, n. 1515 - Ginevra, † 1557)
- Celso Mellini, umanista italiano (Roma, n. 1500 - † 1519)